# Guilvinec
Guilvinec is een gemeente in het Franse departement Finistère, in de regio Bretagne. Het is de hoofdplaats van het gelijknamige kanton en maakt deel uit van het arrondissement Quimper. De plaats is een belangrijke vissershaven. Guilvinec telde op 1 januari 2022 2.677 inwoners.

## Geografie
De oppervlakte van Guilvinec bedroeg op 1 januari 2022 2,46 vierkante kilometer; de bevolkingsdichtheid was toen 1.088,2 inwoners per km².

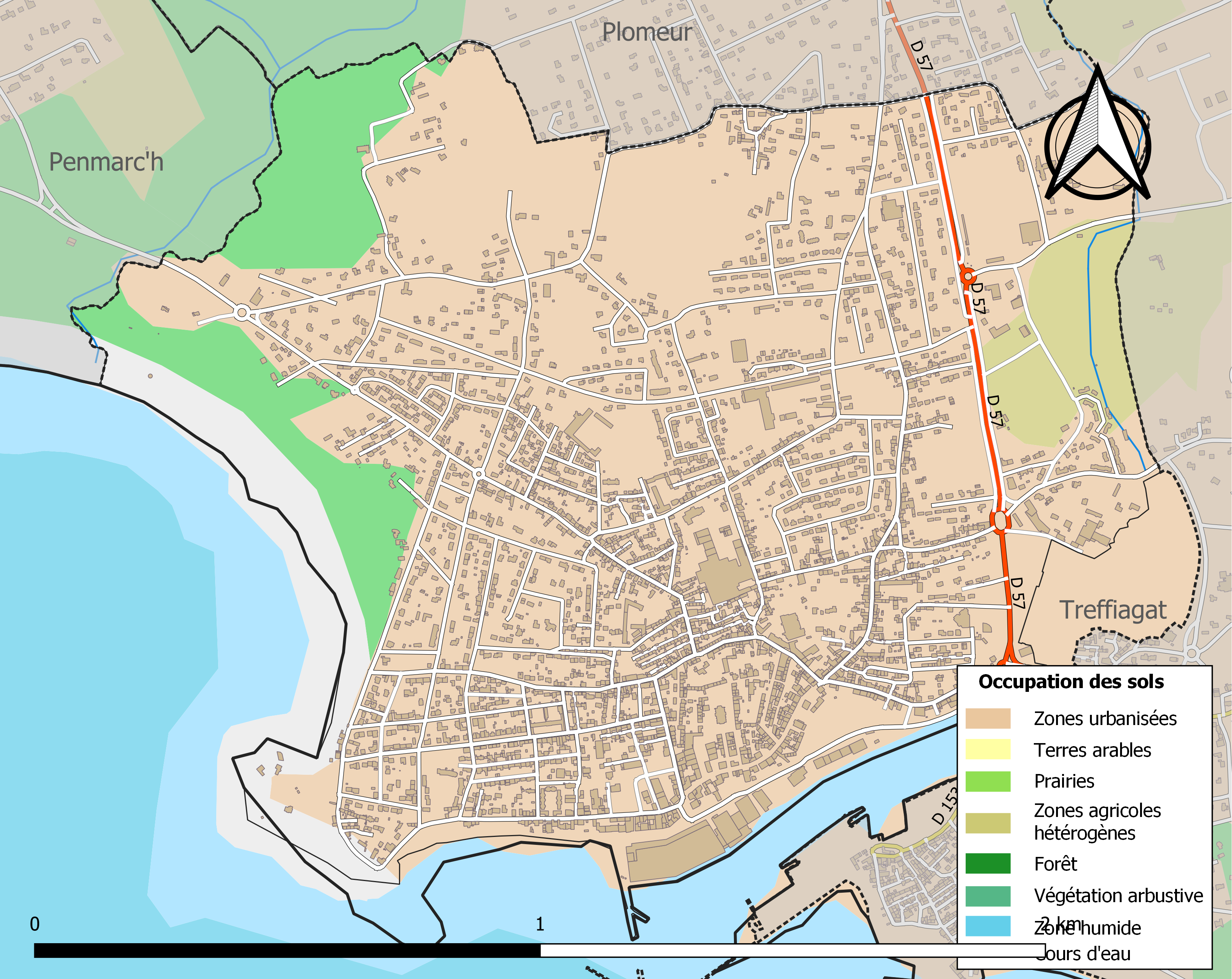
Kaart van de gemeente met belangrijkste infrastructuur, bodemgebruik en omliggende gemeenten

## Demografie
Onderstaande figuur toont het verloop van het inwonertal (bron: INSEE-tellingen).